# Berlin Alexanderplatz (série de televisão)
Berlin Alexanderplatz é uma minissérie de televisão adaptada e dirigida por Rainer Werner Fassbinder do romance de mesmo nome escrito por Alfred Döblin. Originalmente transmitida em 1980, tem no elenco Günter Lamprecht, Hanna Schygulla, Barbara Sukowa, Elisabeth Trissenaar e Gottfried John. A série completa tem 15 horas e meia de duração.
Em 1983, foi lançada nos cinemas dos Estado Unidos e agrupou seguidores cults. Subsequencialmente, foi lançada em VHS e transmitida na PBS e então na rede de televisão Bravo (pertencente à NBC Universal) mas tem sido raramente vista desde então.
Começando em 2006, a série esteve sob restauração e remasterização. Berlin Alexanderplatz: Remasterizado recebeu sua estreia mundial em 9 de fevereiro de 2007 no Festival de Berlim no qual os episódios 1 e 2 foram exibidos. A série completa foi exibida em 11 de fevereiro em cinco partes.
Uma série de DVDs contendo material adicional foi lançado na Alemanha em 10 de fevereiro e será lançada na América através da Critérion Collection antes do final do ano.

## Episódios
| 1  | "Die Strafe beginnt"                                                      | 12.10. 1980 | 82  |
| 2  | "Wie soll man leben, wenn man nicht sterben will"                         | 3.10. 1980  | 59  |
| 3  | "Ein Hammer auf den Kopf kann die Seele verletzen"                        | 20.10. 1980 | 59  |
| 4  | "Eine Handvoll Menschen in der Tiefe der Stille"                          | 27.10. 1980 | 59  |
| 5  | "Ein Schnitter mit der Gewalt vom lieben Gott"                            | 3.11. 1980  | 59  |
| 6  | "Eine Liebe, das kostet immer viel"                                       | 10.11. 1980 | 58  |
| 7  | "Merke: Einen Schwur kann man amputieren"                                 | 17.11. 1980 | 58  |
| 8  | "Die Sonne wärmt die Haut, die sie manchmal verbrennt"                    | 24.11. 1980 | 58  |
| 9  | "Von den Ewigkeiten zwischen den Vielen und den Wenigen"                  | 1.12. 1980  | 59  |
| 10 | "Einsamkeit reißt auch in Mauern Risse des Irrsinns"                      | 8.12. 1980  | 59  |
| 11 | "Wissen ist Macht und Morgenstund hat Gold im Mund"                       | 15.12. 1980 | 59  |
| 12 | "Die Schlange in der Seele der Schlange"                                  | 22.12. 1980 | 59  |
| 13 | "Das Äußere und das Innere und das Geheimnis der Angst vor dem Geheimnis" | 29.12. 1980 | 58  |
| 14 | "Mein Traum vom Traum des Franz Biberkopf von Alfred Döblin - Ein Epilog" | 29.12. 1980 | 112 |

## Elenco
| Ator/Atriz           | Papel                    |
| -------------------- | ------------------------ |
| Günter Lamprecht     | Franz Biberkopf          |
| Barbara Sukowa       | Emilie "Mietze" Karsunke |
| Gottfried John       | Reinhold Hoffmann        |
| Hanna Schygulla      | Eva                      |
| Elisabeth Trissenaar | Lina                     |
| Karin Baal           | Minna                    |
| Franz Buchrieser     | Meck                     |
| Roger Fritz          | Herbert                  |
| Brigitte Mira        | Frau Bast                |
| Barbara Valentin     | Ida                      |
| Ivan Desny           | Pums                     |
| Annemarie Düringer   | Cilly                    |
| Volker Spengler      | Bruno                    |
| Günther Kaufmann     | Theo                     |
| Vitus Zeplichal      | Rudi                     |
| Claus Holm           | Wirt                     |
| Hans Michael Rehberg | Kommissar                |
| Lilo Pempeit         | Frau Pums                |
| Elma Karlowa         | Frau Greiner             |

## Restauração
Em 2005, o Goethe-Institut, tendo completado a reconstituição e restauração de Bronenosets Potyomkin, de Sergei Eisenstein, decidiu restaurar Berlin Alexanderplatz, dizendo que o negativo do filme original estava em "condições físicas catastróficas" e que "deveria ser restaurado".
A restauração se completou no primeiro trimestre de 2007, exatamente 25 anos depois da morte de Fassbinder. A série foi exibida como um prelúdio a uma retrospectiva do trabalho de Fassbinder no Festival de Berlim. O re-relançamento foi acompanhado por um livro que incluia o roteiro original da obra, assim como esboços originais, seleções do romance de Döblin e revisões selecionadas da série.

## Trivialidades
- A produção levou aproximadamente um ano.
- Fassbinder sonhava em realizar um trabalho paralelo especialmente para distribuição cinematográfica após a finalização deste trabalho. A lista do elenco que ele fez incluía Gerard Depardieu como Franz Biberkopf e Isabelle Adjani como Mieze.
- Nos Estados Unidos, foi primeiramente exibido na televisão aberta. Então, os cinemas exibiram dois ou três episódios por noite como sendo "capítulos cinematográficos".
- Mencionado na série cult The Critic.
- O filme causou um impacto em vários artistas e críticos bem conhecidos. Susan Sontang escreveu uma avaliação na edição de setembro de 1983 da revista Vanity Fair. Também na década de 80, a artista performática e compositora Laurie Anderson escreveu um a música chamada "White Lily" ("What Fassbinder film is it? The one-armed man walks into a flower shop...") no álbum do seu show, Home of the Brave. O diretor John Waters, escrevendo sobre o companheiro e diretor cult Russ Meyer, opinou que a auto-biografia e magnum opus projetada de Meyer deveria se chamar Berlin Alexandertitz. A atriz e artista performática Ann Magnuson relata, na música "Folk Song" do álbum The Power of Pussy, da banda Bongwater, ter "estado deprimida" pelo filme enquanto o assistia no PBS durante uma má experiência com drogas. Na década de 90, o diretor Todd Haynes se apropriou das imagens do notório epílogo fantasmagórico do filme para a seqüência de seu Velvet Goldmine.